# Винтовка Шасспо
Винтовка Шасспо (фр. Fusil Chassepot modèle 1866) — игольчатая однозарядная винтовка, разработанная французским оружейником Антуаном Шасспо в 1866 году. Использовалась во французской армии в 1866—1874 годах, а на флоте вплоть до 1878 года. Победа Пруссии в битве при Садове выявила преимущество казнозарядного оружия (в особенности винтовки Дрейзе) над дульнозарядным и ускорила принятие винтовки Шасспо на вооружение армии Французской Империи.

## Механизм

Обтюрация затвора

Винтовка Шасспо имеет скользящий затвор с поворотом на 90° при закрывании и одним боевым выступом, которым является рукоять затвора. Однако в отличие от большинства винтовок с подобным типом затвора, но использующих металлические патроны, курок не становится на боевой взвод автоматически при открывании (значительно реже закрывании) затвора, а взводится отдельным движением, а затвор остается заблокирован в закрытом положении до взведения. Это необходимо для безопасного извлечения иглы из патрона в случае осечки, так как трение иглы об наколотый капсюль может привести к выстрелу.

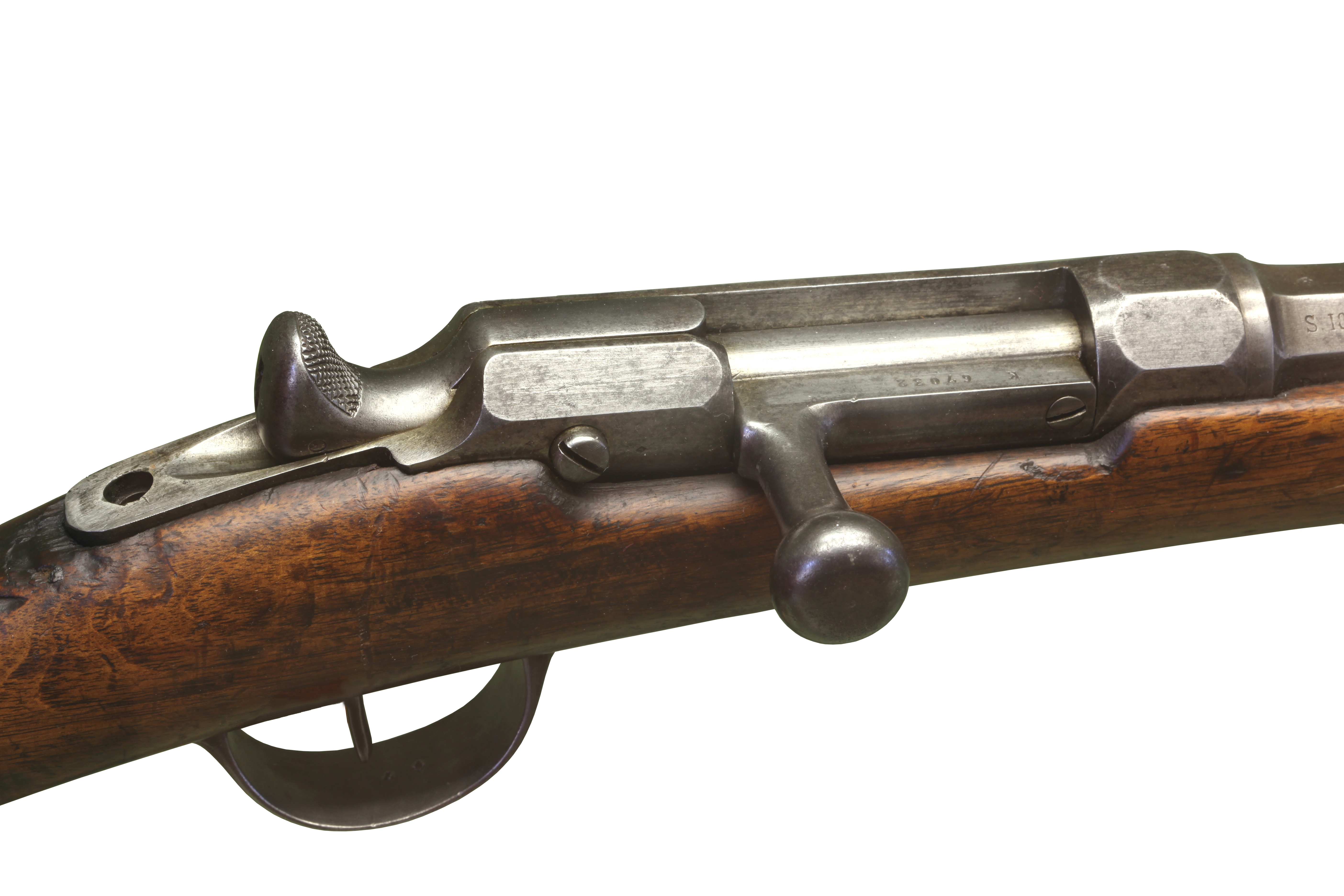
Затвор винтовки Шасспо.

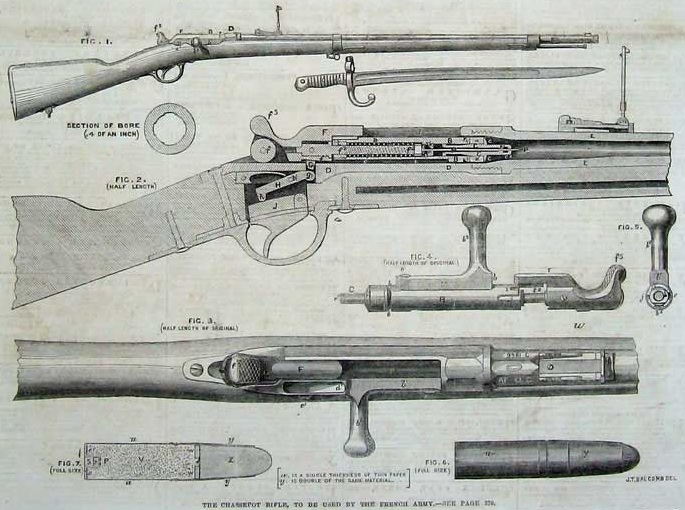
Внутреннеё устройство системы Шасспо.

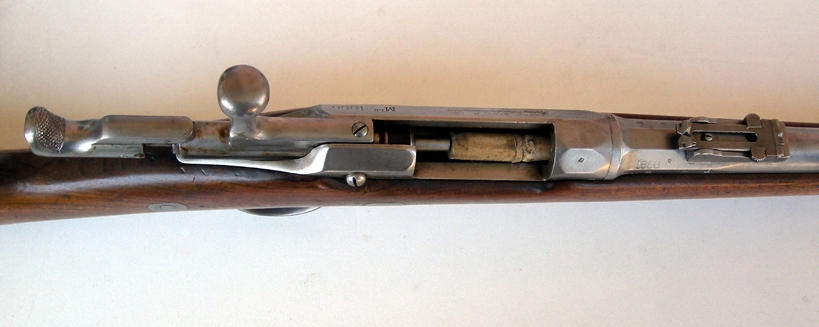
Затвор винтовки Шасспо с патроном.

Патрон бумажный, состоящий из нескольких картонных и резиновых дисков как донце гильзы на котором изнутри закреплен капсюль, бумажной гильзы, обернутой шелком, пули и бумажного конуса, удерживающего пулю.
Экстрактор отсутствует, поскольку патрон частично сгорал при выстреле, а его несгоревшие остатки выталкивались газами при выстреле — для этого на затворе имеется выступ, подпирающий патрон и тем самым образующий камеру за ним и при выстреле давление выстреливает остаток гильзы вслед за пулей. Однако на практике происходило достаточно быстрое (примерно после 20-30 выстрелов) засорение механизма остатками картона, бумагой и пороховой гарью и возникала необходимость чистки для дальнейшего функционирования затвора.
В отличие от винтовки Дрейзе винтовка Шасспо имела более совершенную систему обтюрации затвора для предотвращения прорыва пороховых газов (что при отсутствии металлической гильзы было очевидной проблемой игольчатых винтовок), с резиновым уплотнительным цилиндром, раздающимся при выстреле под давлением пороховых газов. Эти резиновые цилиндры довольно быстро прогорали, требуя частой замены, но впоследствии подобная система, только с асбестовой прокладкой, была реализована во французских артиллерийских орудиях — обтюратор Дебанжа. Калибр винтовки — 11 мм, общая длина без штыка — 131,3 см, общая длина со штыком — 189 см, вес — 4,1 кг, практическая скорострельность до 15 выстр./мин., с прицеливанием — 8-10 выстрелов, прицельная дальность стрельбы — 1200 м. Штык присоединялся к винтовке при необходимости и носился обычно в железных ножнах на поясе.

## Патрон

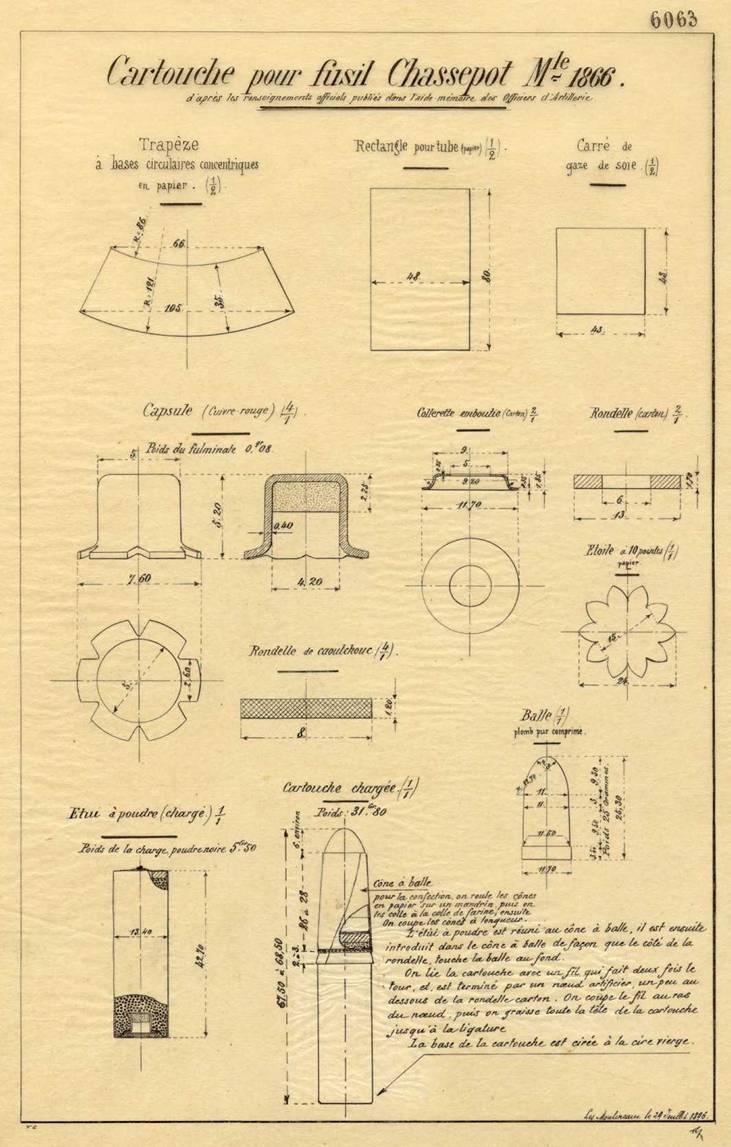
Бумажный патрон Шасспо

Патрон представляет собой достаточно сложную конструкцию, состоящую примерно из десяти частей: помимо цилиндрическо-оживальной свинцовой пули в него входит тонкий картонный футляр, обтянутый шелком, содержащий заряд черного пороха. Картонная шайба внизу и сзади этого футляра содержит «перевернутый» капсюль патрона, который игла (ударник) винтовки Шасспо прокалывала сзади. Гильза и пуля соединены между собой бумажной оберткой обмотаной нитью. Патрон Шасспо, требующий точности и единообразия изготовления, изготавливался вручную в мастерских, что сильно ограничивало их производство.
Патрон крайне похож на таковой для винтовки Дрейзе, но капсюль находится в картонном поддоне гильзы, поэтому игла ударника была значительно короче иглы прусской винтовки, в которой игла прокалывала всю гильзу до самого «шпигеля» — папкового поддона пули и была значительно крепче, имела больший ресурс и была намного надежнее.
Патрон относится к сгораемому типу: картонная оболочка, в которой находится заряд дымного пороха, при выстреле должна была (частично) сгореть. В этом заключается главная слабость оружия — риск загрязнения несгоревшими остатками гильзы, из-за которого стрельба может прекратиться примерно после двадцати выстрелов. Тем не менее винтовка Шасспо значительно превосходила прусскую игольчатую винтовку Дрейзе по дальности, точности и убойной силе. Помимо загрязнения, еще одной слабостью были трудности с поставкой боеприпасов во время войны 1870 года. Хотя было произведено несколько миллионов патронов, этого количества было недостаточно для снабжения миллиона солдат, вооруженных этой винтовкой.

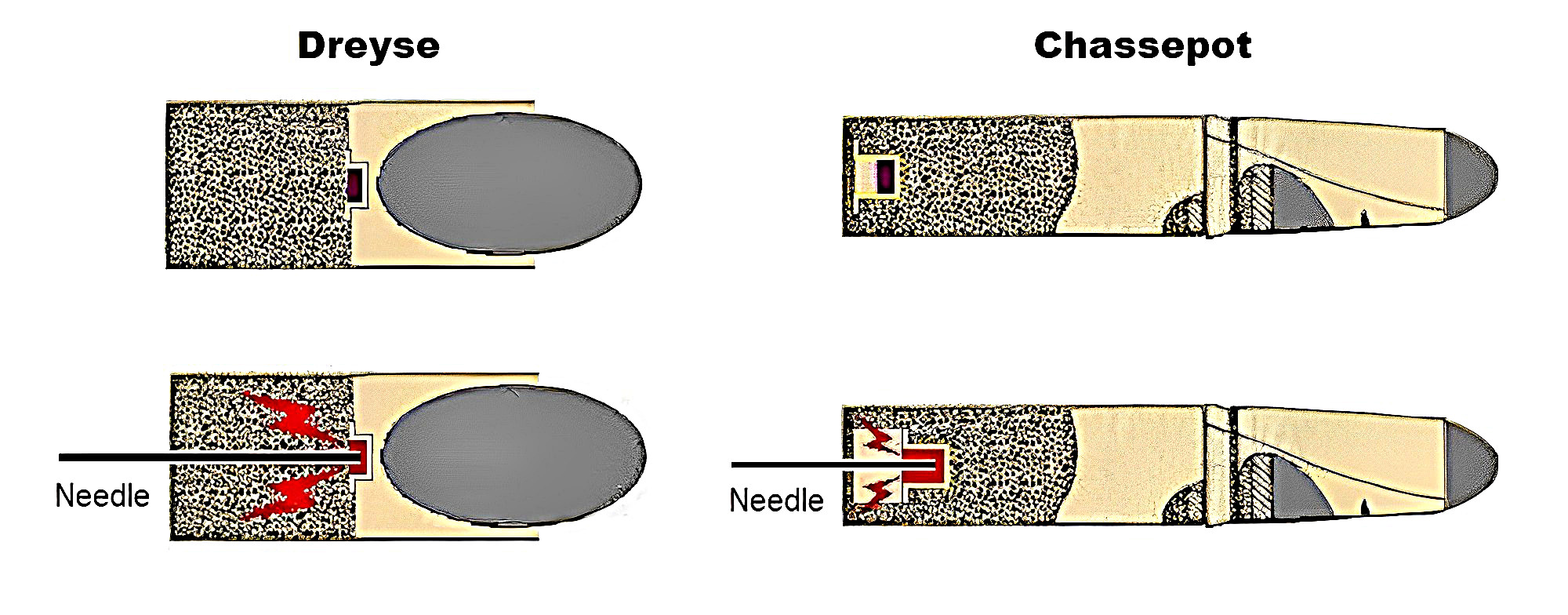
Патроны винтовки Дрейзе и винтовки Шасспо

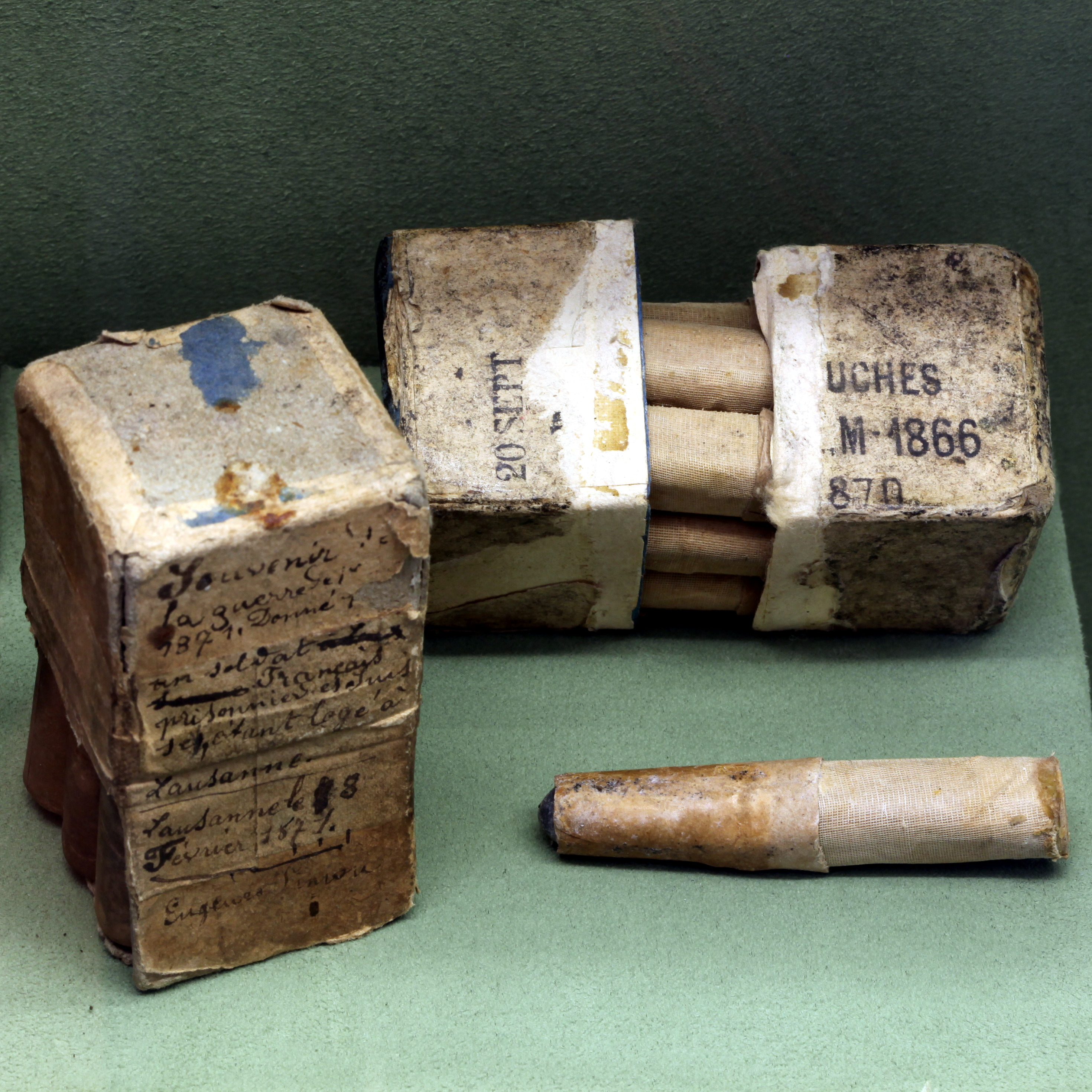
Бумажные патроны Шасспо. Диаметр патрона 13,35 мм, вес 32 грамма. Диаметр пули составляет 11,8 мм, вес 24,5 грамма.

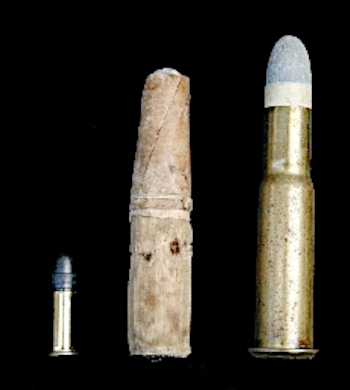
Бумажный патрон Шасспо и металлический патрон 11 × 59 мм R переделочной винтовки fusil Modèle 1866/74

## Варианты и модификации винтовки
- Le fusil Mle1866 — винтовка Шасспо первого образца с бумажным патроном. На прицел нанесены деления от 200 до 1200 метров.
- Le fusil Mle1866−1874 T — переделочная винтовка с металлическими патронами 11 x 59R мм. Обозначение «T» означает «Transformé» (переделка). Патронник был переделан, чтобы использовать новые боеприпасы. На новый прицел нанесены деления от 200 до 1700 метров.
- Le fusil Mle1866 −1874 T M80 — винтовка с металлическими патронами 11 x 59R мм. Эта версия имеет новый прицел с максимальной настройкой до 1800 метров.
- Fusil d’infanterie Mle1874 M80 M14 — винтовка была результатом капремонта винтовки Chassepot Mle1866 −1874 T M80 с заменой ствола на предназначенный для стрельбы новыми металлическими патронами 8 x 51R мм.

## История
Винтовка была сконструирована французским оружейником Антуаном Альфонсом Шасспо (1833—1905) в 1857 году. В 1866 году эта винтовка была принята на вооружение французской армии. Впервые винтовка Шасспо была применена в боевых условиях в битве при Ментане 3 ноября 1867 года, где французы, вооружённые новыми игольчатыми винтовками, разбили гарибальдийцев. В докладе парламенту французский военачальник Пьер Луи Шарль де Файи, стоявший во главе корпуса, посланного на защиту Папы против Гарибальди, писал: «Шасспо проявили себя чудесно!» (фр. Les Chassepots ont fait merveille!)
Винтовка Шасспо производилась на нескольких предприятиях: MAS (Manufacture d’armes de Saint-Étienne), MAC (Manufacture d’Armes de Chatellerault) и MAT (Manufacture d’Armes de Tulle). Часть была произведена по контракту в Англии (фабрика Поттс и Хант), в Италии (в Брешиа фабрика «Глисенти»), в Бельгии (Льеж) и в Австрии: в 1871 году арсенал Steyr в Австрии доставил во Францию 12 000 карабинов и 100 000 запчастей. К 1870 году было произведено около 1 200 000 единиц. Около 700 000 винтовок Шасспо было выпущено между сентябрем 1871 и июлем 1874 года. Производство винтовки Шасспо было завершено в феврале 1875 года, спустя четыре года после окончания франко-прусской войны.
Во франко-прусской войне (1870—1871) винтовка Шасспо показала значительное преимущество над игольчатой винтовкой Дрейзе, которой были вооружены пруссаки. Шасспо была меньшего калибра, чем Дрейзе (11 мм против 15,4 мм) и в патронах французской винтовки было больше пороха, что обеспечивало более высокую начальную скорость пули (в среднем на 33 %), а значит и бо́льшую эффективную дальность стрельбы (1200 м против 600 м). Также у винтовки Шасспо скорострельность была как минимум в 1,5 раза выше (10 выстр./мин. у Дрейзе против 15 выстр./мин. у Шасспо). Использование французской пехотой винтовки Шасспо привело к крупнейшим потерям среди прусских солдат. Однако техническое превосходство французских винтовок и отдельные победы французской армии не дали стратегического превосходства и Франция проиграла войну в целом. После войны 20000 винтовок было продано шаху из династии Каджаров, но большая часть французского вооружения — около 665 тысяч винтовок Шасспо были захвачены немецкой коалицией, которая победила Францию в 1871 году. Большое количество — до 150 тыс. — этих захваченных винтовок было переделано под металлический патрон Mauser калибра 11 мм и укорочено до карабина для использования немецкой кавалерией и артиллерией до начала 1880-х годов. Другие были проданы «как есть» британским торговцам. На большинстве из этих захваченных немцами ружей, но не на всех, французская маркировка была стерта.
В 1874 году винтовка Шасспо была заменена на разработанную на её базе винтовку системы Гра под металлический патрон. Однако винтовки Шасспо стали переделывать под такой же патрон. Патрон Гра состоял из 59-мм латунной гильзы, заряда (5,25 г) и пули из чистого свинца в бумажной обертке, и весил 25 г. Между порохом и пулей находился просальник, который состоял из 4 частей воска и одной части бараньего сала. Начальная скорость пули — 450 м/с, что на 20-40 м/с превосходило аналогичный показатель бумажного патрона винтовки Шасспо.
Переделанная модель винтовки Шасспо была принята на вооружение французской армии под наименованием «ружье Шасспо-Гра, обр. 1866-74 гг.» (fusil Modèle 1866/74) и они прослужили до 1886 года, когда во французской армии был введен уменьшенный калибр и патроны с бездымным порохом. Однако на флоте винтовка Гра принята не была и находилась на службе до 1878 года, когда была принята австрийская винтовка Кропачека.
Складированные винтовки Шасспо вместе с другими устаревшими винтовками поставлялись Францией Российской Империи в начале Первой мировой войны, где они из-за катастрофической нехватки оружия применялись до насыщения войск винтовками Мосина. По той же причине они успели повоевать даже в Испанской гражданской войне 1936—1939 гг.
В гражданском использовании существовали и даже до наших дней используются образцы винтовок Шасспо переделанные во «фроловки» 20-го калибра.

## Боевое применение
На момент франко-прусской войны 1870—1871 годов французы сумели разработать более совершенное оружие, чем прусская винтовка Дрейзе (до этого считалось, что винтовка Дрейзе является одним из лучших образцов ручного огнестрельного оружия в Европе). Винтовка Дрейзе состояла на вооружении уже более 20 лет, имела сравнительно большой калибр и, как следствие, плохую баллистику, так что дальность эффективного огня из неё существенно уступала французской малокалиберной системе Шасспо. Винтовку Дрейзе немцы не заменили по одной причине — она хорошо себя проявила в боях против австрийцев в 1866 году, которые всё ещё были вооружены дульнозарядными винтовками. Винтовка Шасспо действительно превосходила любые разработки немцев на тот период, однако французские войска, в отличие от немецких, не были полностью перевооружены этими винтовками, которые составляли всего 20-30 % от всего вооружения французской армии.
Во время битвы при Сен-Приве — Гравелот французы, заняв удобные позиции, обстреливали немецких солдат из винтовок Шасспо с расстояния в 1200 м. Немцы, наступая плотным строем, несли огромные потери. Прусская винтовка Дрейзе могла вести огонь на расстоянии всего около 600 м, и прусским солдатам приходилось преодолевать большие расстояния на хорошо простреливаемой местности, прежде чем они могли открыть огонь. Немецкий главнокомандующий фон Мольтке, не организовавший разведку местности и диспозиций противника, теперь расплачивался за свою халатность. Немцы несли огромные потери и не добивались заметных успехов, несмотря на большое численное превосходство. Только вечером гвардейский корпус и бригады 9-го и 10-го корпусов при поддержке немецкой артиллерии, которая полностью подавила французскую, смогли прорвать французские позиции.
| Оружие                       | Страна  | Год выпуска | Годы эксплуатации | Длина   | Вес    | Вес (заряженный) | Калибр   | Нарезы   | Ёмкость магазина      | Скорострельность      | Начальная скорость пули | Прицельная дальность | Дульная энергия пули |
| ---------------------------- | ------- | ----------- | ----------------- | ------- | ------ | ---------------- | -------- | -------- | --------------------- | --------------------- | ----------------------- | -------------------- | -------------------- |
| Винтовка Дрейзе, модель 1849 | Пруссия | 1849        | 1849-1871         | 1422 мм | 4.1 кг | 4.7 кг           | 15.43 мм | 4 правых | ручная подача патрона | 8 выстрелов в минуту  | 295 — 305 м/с           | 600 м                | 1320 — 1410 джоулей  |
| Винтовка Шасспо              | Франция | 1866        | 1867-1874         | 1314 мм | 3.7 кг | 4.6 кг           | 11.43 мм | 4 правых | ручная подача патрона | 12 выстрелов в минуту | 405 — 410м/с            | 1200 м               | 2050 — 2100 джоулей  |

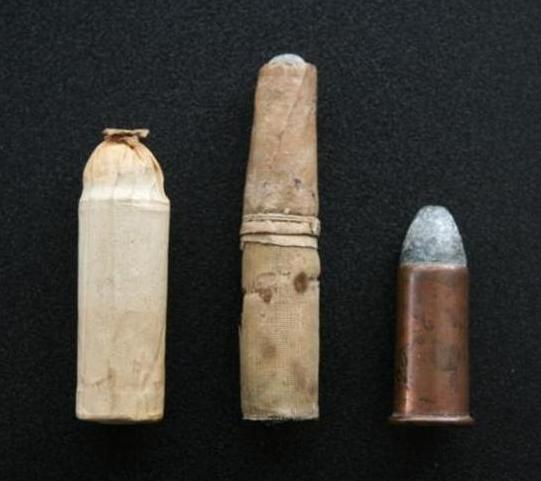
Патроны к казнозарядным винтовкам 1860. Слева и по центру Дрейзе и Шаспо соответственно
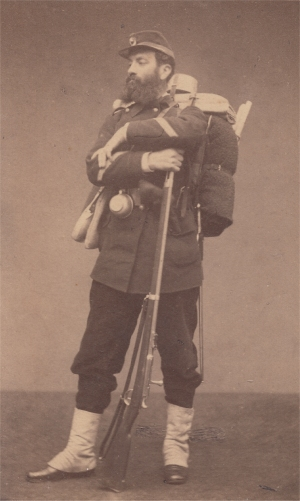
Французский солдат позирует с винтовкой
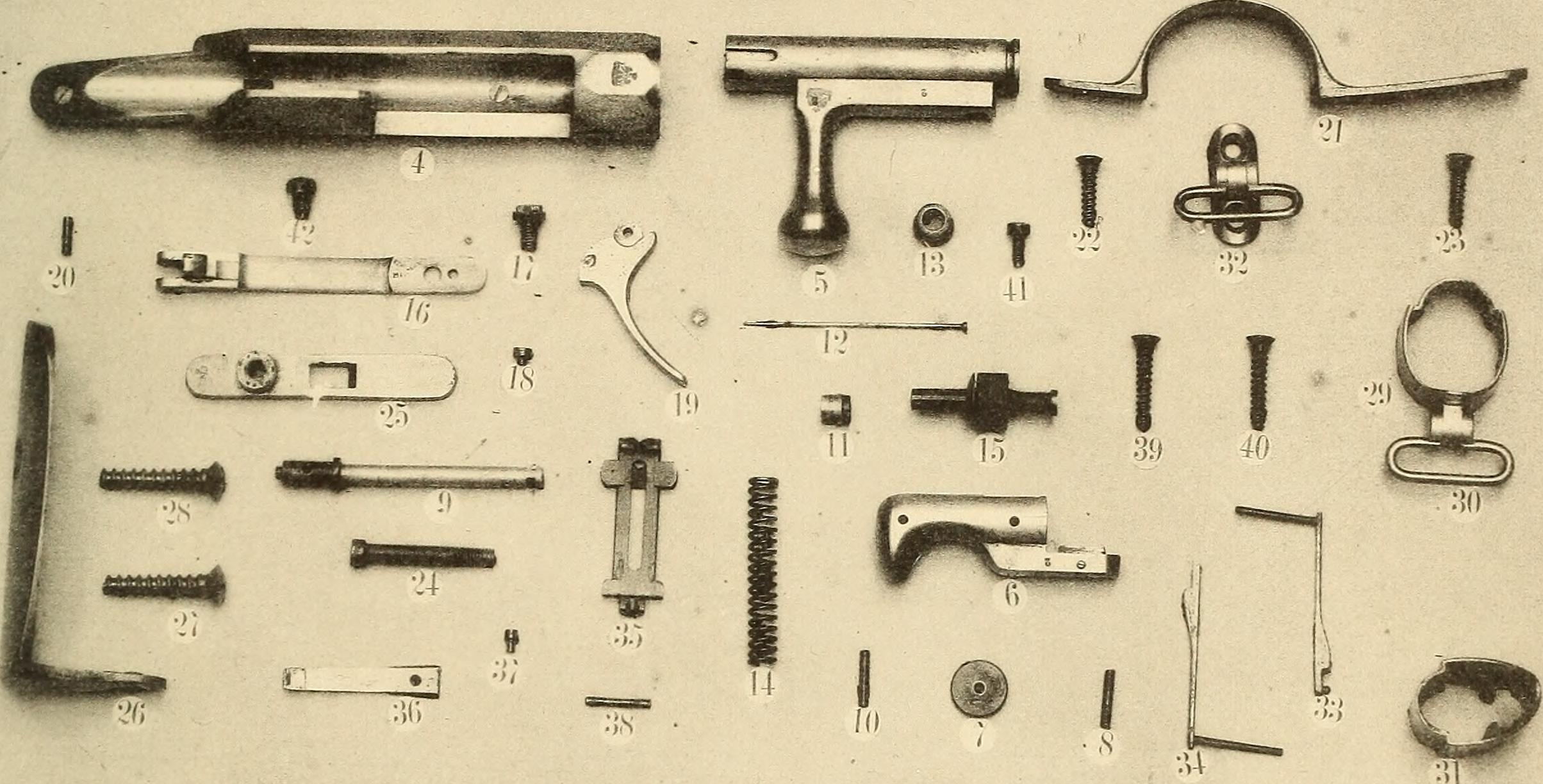
Детали Шаспо кроме ствола, ствольной коробки и приклада